# Eintracht Frankfurt
L'Eintracht Frankfurt és l'entitat esportiva futbolística de Frankfurt del Main, Hessen. Fundat l'any 1899, juga a la Bundesliga.

## Història
Els orígens del club cal cercar-los en un parell d'equips fundats l'any 1899: Frankfurter Fußball-Club Viktoria von 1899 i Frankfurter Fußball-Club Kickers von 1899. Aquests dos club s'uniren el maig de 1911 per esdevenir Frankfurter FV (Kickers-Viktoria), el qual s'uní a un club gimnàstic anomenat Frankfurter Turngemeinde von 1861 per formar el TuS Eintracht Frankfurt von 1861 l'any 1920.
Les organitzacions nacionalistes gimnàstiques dominaven l'esport alemany durant els anys 20 i 30 i sota la pressió de les autoritats esportives, atletes i futbolistes se separaren el 1927 formant els clubs: Turngemeinde Eintracht Frankfurt von 1861 i Sportgemeinde Eintracht Frankfurt (FFV) von 1899. Durant els anys 1920-30, l'Eintracht guanyà un munt de campionats locals i regionals, però mai arribà molt lluny al campionat nacional, excepte el 1932, quan arribaren a la final del campionat perdent 0-2 enfront del FC Bayern de Múnic.
El 1933, amb la reorganització del futbol alemany fet pel tercer Reich, el club fou inscrit a la primera divisió a la Gauliga Südwest, campionat que guanyà el 1938. Després de la Segona Guerra Mundial jugà a la primera divisió de l'Oberliga Süd, guanyant-la el 1953 i 1959. Aquest darrer any, a més, guanyà el títol alemany en derrotar per 5-3 el Kickers Offenbach i arribà a la final de la Copa d'Europa que perdé enfront del Madrid per 7 a 3.
Amb la creació de la Bundesliga fou un dels 16 equips escollits per estrenar-la. Aquesta competició s'estrenà el 1963 i l'Eintracht s'ha mantingut a la zona mitjana alta amb assiduïtat. Entre les seves millors actuacions en destacà la temporada 1991-1992 on acabà a dos punts del campió VfB Stuttgart. El seu primer descens a segona el patí la temporada 1996-97, l'únic equip juntament amb el 1. FC Kaiserslautern que es mantenia a la Bundesliga des de la temporada inicial. Entre els seus majors èxits cal destacar quatre copes alemanyes (1974, 1975, 1981 i 1988) i una Copa de la UEFA (1980).
En 2020 va absorbir el 1. Frauen-Fußball-Club Frankfurt que jugava a la Bundesliga Femenina de Futbol.

## Estadi
L'estadi de l'Eintracht Frankfurt és el Deutsche Bank Park (anteriorment anomenat Waldstadion, en català Estadi del bosc), propietat de la ciutat de Frankfurt. Inaugurat el 1925, té una capacitat de 58.000 espectadors, tots asseguts. Està situat al bosc Frankfurt.

## Evolució de l'uniforme
| 1996–97 | 1998–99 | 1999–00 | 2000–01 | 2001–02 | 2003–04 |  |

| 2005–06 | 2006–07 | 2007–08 | 2009–10 | 2011–12 | 2012–13 |

## Seccions del club
| - Gimnàstica (des del 22 de gener del 1861) - Futbol (des del 8 de març del 1899) - Atletisme (des del 1899) - Hoquei sobre herba (des del 1906 com a "1.Frankfurter Hockeyclub) - Boxa (des del 1919) - Tennis (des de la primavera del 1920) | - Handbol (des del 1921) - Rugbi (des de l'estiu del 1923) - Tennis de taula (des del novembre del 1924) - Bàsquet (des del 4 de juny del 1954) - Eisstock (des del 9 de desembre del 1959) - Voleibol (des del juliol del 1961) - Secció de penyes (des de l'11 de desembre del 2000) | - Hoquei gel (1959-91 i des de l'1 de juliol del 2002) - Dardell (des de juliol del 2006) - Triatló (des de gener del 2008) - Lluita (des de l'1 de juliol del 2013) - Ultimate (des del 2015) - Futbolí (des de juliol del 2016) - Esgrima (des de gener del 2017) - Esports electrònics (des de juny del 2019) - Esport de combat (des del 2021) - Golf (des del 2023) |

## Palmarès
- Tornejos internacionals
  - Copa d'Europa
    - Subcampió (1): 1960

  -  Copa de la UEFA
    - Campió (2): 1980, 2022

  -  Copa Intertoto
    - Campió (1): 1967

  - Copa dels Alps
    - Campió (1): 1967
- Tornejos estatals
  - Lliga alemanya de futbol
    - Campió (1): 1959
    - Subcampió (1): 1932

  - Copa alemanya de futbol

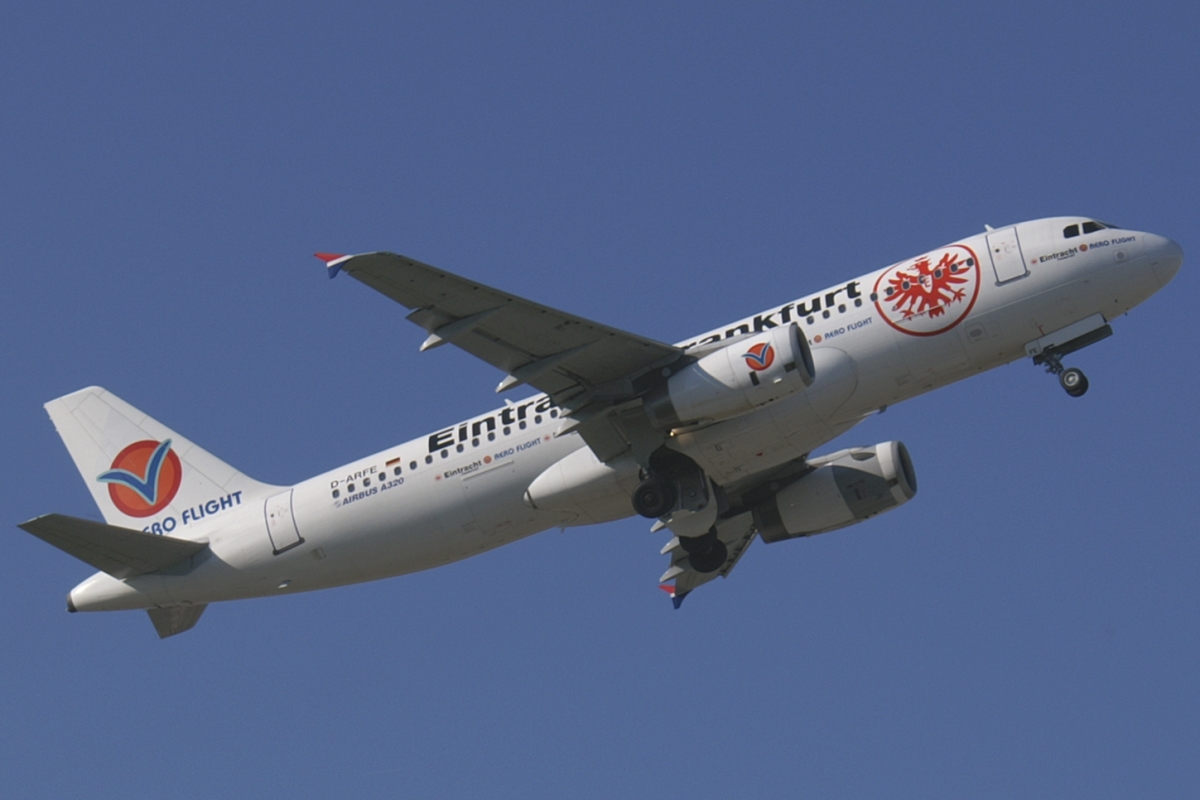
Aero Flight A320 amb els colors de l'Eintracht Frankfurt.

    - Campió (5): 1974, 1975, 1981, 1988, 2018
    - Subcampió (4): 1964, 2006, 2017, 2023

  - Supercopa alemanya de futbol
    - Subcampió (2): 1988, 2018

  - Lliga alemanya de segona divisió
    - Campió (1): 1998
    - Subcampió (1): 2012

  - Copa Fuji
    - Campió (1): 1992
    - Subcampió (1): 1994
- Tornejos regionals
  - Campionat d'Alemanya del Sud
    - Campió (4): 1930, 1932, 1953, 1959
    - Subcampió (6): 1913, 1914, 1931, 1954, 1961, 1962

  - Bezirksliga Main-Hessen
    - Campió (5): 1928, 1929, 1930, 1931, 1932
    - Subcampió (1): 1933

  - Gauliga Südwest/Mainhessen:
    - Campió (1): 1938
    - Subcampió (1): 1937

## Presidents
- Wilhelm Schöndube (1920–1926)
- Fritz Steffan /  Heinrich Berger (1926–1927)
- Horst Rebenschütz (1927)
- Egon Graf von Beroldingen (1927–1933)
- Hans Söhngen (1933–1939)
- Rudolf Gramlich /  Adolf Metzner (1939–1942)
- Anton Gentil (1942–1945) (temporal)
- Christian Kiefer (1945–1946) (temporal)
- Günther Reis (1946)
- Robert Brubacher (1946–1949)
- Anton Keller (1949–1955)
- Rudolf Gramlich (1955–1969)
- Albert Zellekens (1970–1973)
- Achaz von Thümen (1973–1981)
- Axel Schander (1981–1983)
- Klaus Gramlich (1983–1988)
- Joseph Wolf (1988)
- Matthias Ohms (1988–1996)
- Dieter Lindner (1996) (temporal)
- Hans-Joachim Otto (1996)
- Rolf Heller (1996–2000)
- Peter Fischer (2000–2024)
- Mathias Beck (2024–)

## Plantilla 2025–2026
A 3 d'agost 2025 
| N. | Pos. | Nac. | Jugador                 |
| -- | ---- | --- | ----------------------- |
| 2  | DEF  | [[Fitxer:Flag of Germany.svg\|23x15px\|border \|alt=Alemanya\|link=Selecció de futbol d'Alemanya\|{{#if:\|]]                                | Elias Baum              |
| 3  | DEF  | [[Fitxer:Flag of Belgium (civil).svg\|23x15px\|border \|alt=Bèlgica\|link=Selecció de futbol de Bèlgica\|{{#if:\|]]                         | Arthur Theate           |
| 4  | DEF  | [[Fitxer:Flag of Germany.svg\|23x15px\|border \|alt=Alemanya\|link=Selecció de futbol d'Alemanya\|{{#if:\|]]                                | Robin Koch (2n capità)  |
| 5  | DEF  | [[Fitxer:Flag of Switzerland.svg\|23x16px\|border \|alt=Suïssa\|link=Selecció de futbol de Suïssa\|{{#if:\|]]                               | Aurèle Amenda           |
| 6  | MIG  | [[Fitxer:Flag of Denmark.svg\|23x15px\|border \|alt=Dinamarca\|link=Selecció de futbol de Dinamarca\|{{#if:\|]]                             | Oscar Højlund           |
| 7  | MIG  | [[Fitxer:Flag of Germany.svg\|23x15px\|border \|alt=Alemanya\|link=Selecció de futbol d'Alemanya\|{{#if:\|]]                                | Ansgar Knauff           |
| 8  | MIG  | [[Fitxer:Flag of Algeria.svg\|23x15px\|border \|alt=Algèria\|link=Selecció de futbol d'Algèria\|{{#if:\|]]                                  | Farès Chaïbi            |
| 9  | DAV  | [[Fitxer:Flag of Germany.svg\|23x15px\|border \|alt=Alemanya\|link=Selecció de futbol d'Alemanya\|{{#if:\|]]                                | Jonathan Burkardt       |
| 15 | MIG  | [[Fitxer:Flag of Tunisia.svg\|23x15px\|border \|alt=Tunísia\|link=Selecció de futbol de Tunísia\|{{#if:\|]]                                 | Ellyes Skhiri           |
| 16 | MIG  | [[Fitxer:Flag of Sweden.svg\|23x15px\|border \|alt=Suècia\|link=Selecció de futbol de Suècia\|{{#if:\|]]                                    | Hugo Larsson            |
| 17 | DAV  | [[Fitxer:Flag of France (1794–1815, 1830–1974).svg\|23x15px\|border \|alt=França\|link=Selecció de futbol de França\|{{#if:\|]]             | Elye Wahi               |
| 18 | MIG  | [[Fitxer:Flag of Germany.svg\|23x15px\|border \|alt=Alemanya\|link=Selecció de futbol d'Alemanya\|{{#if:\|]]                                | Mahmoud Dahoud          |
| 19 | MIG  | [[Fitxer:Flag of France (1794–1815, 1830–1974).svg\|23x15px\|border \|alt=França\|link=Selecció de futbol de França\|{{#if:\|]]             | Jean-Mattéo Bahoya      |
| 21 | DEF  | [[Fitxer:Flag of Germany.svg\|23x15px\|border \|alt=Alemanya\|link=Selecció de futbol d'Alemanya\|{{#if:\|]]                                | Nathaniel Brown         |
| 22 | DEF  | [[Fitxer:Flag of the United States.svg\|23x15px\|border \|alt=Estats Units d'Amèrica\|link=Selecció de futbol dels Estats Units\|{{#if:\|]] | Timothy Chandler        |
| 26 | MIG  | [[Fitxer:Flag of France (1794–1815, 1830–1974).svg\|23x15px\|border \|alt=França\|link=Selecció de futbol de França\|{{#if:\|]]             | Éric Junior Dina Ebimbe |

| N. | Pos. | Nac. | Jugador               |
| -- | ---- | --- | --------------------- |
| 27 | MIG  | [[Fitxer:Flag of Germany.svg\|23x15px\|border \|alt=Alemanya\|link=Selecció de futbol d'Alemanya\|{{#if:\|]]                                | Mario Götze           |
| 29 | DEF  | [[Fitxer:Flag of France (1794–1815, 1830–1974).svg\|23x15px\|border \|alt=França\|link=Selecció de futbol de França\|{{#if:\|]]             | Niels Nkounkou        |
| 30 | DAV  | [[Fitxer:Flag of Belgium (civil).svg\|23x15px\|border \|alt=Bèlgica\|link=Selecció de futbol de Bèlgica\|{{#if:\|]]                         | Michy Batshuayi       |
| 31 | MIG  | [[Fitxer:Flag of the United States.svg\|23x15px\|border \|alt=Estats Units d'Amèrica\|link=Selecció de futbol dels Estats Units\|{{#if:\|]] | Paxten Aaronson       |
| 32 | DAV  | [[Fitxer:Flag of Germany.svg\|23x15px\|border \|alt=Alemanya\|link=Selecció de futbol d'Alemanya\|{{#if:\|]]                                | Jessic Ngankam        |
| 33 | POR  | [[Fitxer:Flag of Germany.svg\|23x15px\|border \|alt=Alemanya\|link=Selecció de futbol d'Alemanya\|{{#if:\|]]                                | Jens Grahl            |
| 34 | DEF  | [[Fitxer:Flag of Germany.svg\|23x15px\|border \|alt=Alemanya\|link=Selecció de futbol d'Alemanya\|{{#if:\|]]                                | Nnamdi Collins        |
| 35 | DEF  | [[Fitxer:Flag of Croatia.svg\|23x15px\|border \|alt=Croàcia\|link=Selecció de futbol de Croàcia\|{{#if:\|]]                                 | Hrvoje Smolčić        |
| 36 | DEF  | [[Fitxer:Flag of Portugal (official).svg\|23x15px\|border \|alt=Portugal\|link=Selecció de futbol de Portugal\|{{#if:\|]]                   | Aurélio Buta          |
| 37 | MIG  | [[Fitxer:Flag of Germany.svg\|23x15px\|border \|alt=Alemanya\|link=Selecció de futbol d'Alemanya\|{{#if:\|]]                                | Jeremiaha Maluze      |
| 38 | MIG  | [[Fitxer:Flag of Germany.svg\|23x15px\|border \|alt=Alemanya\|link=Selecció de futbol d'Alemanya\|{{#if:\|]]                                | Ebu Bekir Is          |
| 39 | POR  | [[Fitxer:Flag of Germany.svg\|23x15px\|border \|alt=Alemanya\|link=Selecció de futbol d'Alemanya\|{{#if:\|]]                                | Amil Šiljević         |
| 40 | POR  | [[Fitxer:Flag of Brazil.svg\|23x15px\|border \|alt=Brasil\|link=Selecció de futbol del Brasil\|{{#if:\|]]                                   | Kauã Santos           |
| 41 | DEF  | [[Fitxer:Flag of Germany.svg\|23x15px\|border \|alt=Alemanya\|link=Selecció de futbol d'Alemanya\|{{#if:\|]]                                | Fousseny Doumbia      |
| 42 | MIG  | [[Fitxer:Flag of Turkey.svg\|23x15px\|border \|alt=Turquia\|link=Selecció de futbol de Turquia\|{{#if:\|]]                                  | Can Uzun              |
| 44 | DEF  | [[Fitxer:Flag of Ecuador.svg\|23x15px\|border \|alt=Equador\|link=Selecció de futbol de l'Equador\|{{#if:\|]]                               | Davis Bautista        |
| 45 | MIG  | [[Fitxer:Flag of the United States.svg\|23x15px\|border \|alt=Estats Units d'Amèrica\|link=Selecció de futbol dels Estats Units\|{{#if:\|]] | Marvin Dills          |
| 47 | MIG  | [[Fitxer:Flag of Hungary.svg\|23x15px\|border \|alt=Hongria\|link=Selecció de futbol d'Hongria\|{{#if:\|]]                                  | Noah Fenyő            |
| 48 | DAV  | [[Fitxer:Flag of Spain.svg\|23x15px\|border \|alt=Espanya\|link=Selecció de futbol d'Espanya\|{{#if:\|]]                                    | Junior Awusi          |
| 49 | DEF  | [[Fitxer:Flag of Spain.svg\|23x15px\|border \|alt=Espanya\|link=Selecció de futbol d'Espanya\|{{#if:\|]]                                    | Derek Boakye Osei     |
| 50 | DAV  | [[Fitxer:Flag of Germany.svg\|23x15px\|border \|alt=Alemanya\|link=Selecció de futbol d'Alemanya\|{{#if:\|]]                                | Alessandro Gaul Souza |

- Entrenador:  Dino Toppmöller
- Segon entrenador:  Stefan Buck  Jan Fießer  Nélson Morgado  Xaver Zembrod

## Jugadors destacats

### Onze de tots els temps
El següent equip fou votat com el millor equip de la història del Eintracht Frankfurt pels seus seguidors.
- Uli Stein
- Bruno Pezzey
- Willi Neuberger
- Karl-Heinz Körbel
- Jürgen Grabowski
- Andreas Möller
- Norbert Nachtweih
- Wilhelm Huberts
- Bernd Nickel
- Bernd Hölzenbein
- Anthony Yeboah

## Entrenadors
- Albert Sohn (1919)

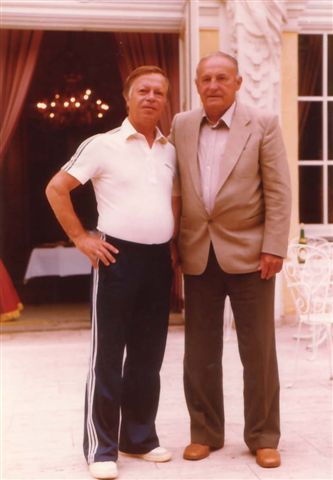
L'entrenador Paul Oßwald (dreta) va liderar l'Eintracht Frankfurt a guanyar el campionat alemany de 1959 i la final de la Copa d'Europa 1960.

- Dori Kürschner (1921–1922)
- Maurice Parry (1925–1926)
- Fritz Egly /  Walter Dietrich (1926–1927)
- Gustav Wieser (Octubre 1927 – maig 1928)
- Paul Oßwald (1928 – agost 1933)
- Willi Spreng (1933–1935)
- Paul Oßwald (1935–1938)
- Otto Boer (1939) (assistent)
- Péter Szabó (1939)
- Willi Lindner (1941) (assistent)
- Péter Szabó (1942) (assistent)
- Willi Balles (1942) (assistent)
- Willy Pfeiffer (1945) (assistent)
- Sepp Herberger (1945) (assistent)
- Emil Melcher (1946)
- Willi Treml (1947)
- Bernhard Kellerhoff (1948 – desembre 1948)
- Walter Hollstein (Gener 1949 – estiu 1950)
- Kurt Windmann (Estiu 1950 – juliol 1956)
- Adolf Patek (Juliol 1956 – abril 1958)
- Paul Oßwald (Abril 1958 – abril 1964)
- Ivica Horvat (Abril 1964 – juny 1965)
- Elek Schwartz (Juliol 1965 – juny 1968)
- Erich Ribbeck (Juliol 1968 – juny 1973)
- Dietrich Weise (Juliol 1973 – juny 1976)
- Hans-Dieter Roos (Juliol 1976 – novembre 1976)
- Gyula Lóránt (Novembre 1976 – novembre 1977)
- Jürgen Grabowski (Desembre 1977) (assistent)
- Dettmar Cramer (Desembre 1977 – juny 1978)
- Otto Knefler (Juliol 1978 – desembre 1978)
- Udo Klug (Desembre 1978 – gener 1979) (assistent)
- Friedel Rausch (Gener 1979 – juny 1980)
- Lothar Buchmann (Juliol 1980 – juny 1982)
- Helmut Senekowitsch (Juliol 1982 – setembre 1982)
- Branko Zebec (Setembre 1982 – octubre 1983)
- Jürgen Grabowski (Octubre 1983) (assistent)
- Klaus Mank (Octubre 1983) (assistent)
- Dietrich Weise (Octubre 1983 – desembre 1986)
- Timo Zahnleiter (Desembre 1986 – juny 1987)
- Karl-Heinz Feldkamp (Juliol 1987 – setembre 1988)
- Pál Csernai (Setembre 1988 – desembre 1988)
- Jörg Berger (Desembre 1988 – abril 1991)
- Dragoslav Stepanović (Abril 1991 – març 1993)
- Horst Heese (Març 1993 – juny 1993)
- Klaus Toppmöller (Juliol 1993 – abril 1994)
- Charly Körbel (Abril 1994 – juny 1994) (assistent)
- Jupp Heynckes (Juliol 1994 – abril 1995)
- Charly Körbel (Abril 1995 – març 1996)
- Dragoslav Stepanović (Abril 1996 – desembre 1996)
- Rudolf Bommer (Desembre 1996) (assistent)
- Horst Ehrmantraut (Desembre 1996 – desembre 1998)
- Bernhard Lippert (Desembre 1998 – gener 1999) (assistent)
- Reinhold Fanz (Desembre 1998 – abril 1999)
- Jörg Berger (Abril 1999 – desembre 1999)
- Felix Magath (Desembre 1999 – gener 2001)
- Rolf Dohmen (Gener 2001 – abril 2001) (assistent)
- Friedel Rausch (Abril 2001 – maig 2001)
- Martin Andermatt (Juny 2001 – març 2002)
- Armin Kraaz (Març 2002 – maig 2002) (assistent)
- Willi Reimann (Juliol 2002 – maig 2004)
- Friedhelm Funkel (Juliol 2004 – juny 2009)
- Michael Skibbe (Juliol 2009 – març 2011)
- Christoph Daum (Març 2011 – maig 2011)
- Armin Veh (Juliol 2011 – juliol 2014)
- Thomas Schaaf (Juliol 2014 – juny 2015)
- Armin Veh (Juny 2015 – març 2016)
- Niko Kovač (Març 2016 – juny 2018)
- Adi Hütter (Juliol 2018 – juny 2021)
- Oliver Glasner (Juliol 2021 – juny 2023)
- Dino Toppmöller (Juliol 2023–)